# Temporada 1998-1999 de la UE Figueres
La temporada 1998-1999 de la UE Figueres va arrencar el 2 d'agost de 1998 amb un amistós a Agullana.
A la lliga de Segona Divisió B les coses es van tòrcer aviat i de seguida es va veure que l'equip no podia aspirar a pujar de categoria. Els mals resultats van convertir l'objectiu del club a salvar la categoria. Després d'una ratxa de set partits sense guanyar, amb tres derrotes consecutives, l'entrenador Francesc Guitart va presentar la seva dimissió de manera «irrevocable», decebut amb alguns jugadors. Al cap d'una setmana el club va fitxar el tècnic José Antonio García Escribano, el qual va reconduir l'equip en les darreres jornades, guanyant quatre dels vuit últims partits. Finalment, el Figueres acabà en vuitena posició, a 11 punts de la zona de promoció d'ascens a Segona A, amb 14 victòries, 11 empats i 13 derrotes, amb 43 gols a favor i 38 en contra.
A la Copa Catalunya, l'equip va anar passant eliminatòries fins a plantar-se a semifinals, on va ser derrotat a Vilatenim pel RCD Espanyol per 1 gol a 2 (Juli Sunyer pel Figueres i Samuel Eto'o i Sergio González pels pericos).

## Fets destacats
1998
- 2 d'agost: el Figueres disputa el primer partit amistós de la pretemporada, al camp del CE Agullana, amb victòria per 0 gols a 5.[1]
- 5 d'agost: partit amistós de presentació del Figueres a Vilatenim contra l'Sporting de Gijón, amb victòria per 1 gol a 0.[9]
- 29 d'agost: primera jornada de lliga, a Vilatenim, contra el CF Gavà, amb triomf per 2 gols a 0.[10]

1999
- 25 de març: el Figueres cau eliminat a les semifinals de la Copa Catalunya a Vilatenim contra el RCD Espanyol.[7][8]
- 28 de març: l'entrenador, Francesc Guitart, presenta la seva dimissió un cop acabat el partit a Vilatenim contra el CE Hospitalet, després de vuit jornades sense guanyar.[2][3]
- 6 d'abril: el club fitxa l'entrenador J. A. García Escribano pel que resta de temporada.[4][5]
- 23 de maig: últim partit de lliga a Vilatenim contra l'Ontinyent CF, amb una intranscendent victòria per 1 gol a 0.[11]

## Plantilla
| Núm. | Pos. |                 | Jugador                                    | Procedència        | Temporada |
| ---- | ---- | --------------- | ------------------------------------------ | ------------------ | --------- |
|      | POR  | Catalunya       | Esteve Moner Écija (Moner)                 | Cadis CF           | 1997-1998 |
|      | POR  | Catalunya       | Francesc Estañol Torrent (Estañol)         | FC Palafrugell     | 1998-1999 |
|      | DEF  | Catalunya       | Joan Sagué Turón (Sagué)                   | Girona FC          | 1993-1994 |
|      | DEF  | Illes Balears   | Miguel Ángel Salas Bestard (Salas)         | CE Atlètic Balears | 1994-1995 |
|      | DEF  | Catalunya       | Arnau Sala Descals (Arnau)                 | AEC Manlleu        | 1994-1995 |
|      | DEF  | País Basc       | Gorka Garagarza Fernández (Garagarza)      | Real Sociedad B    | 1995-1996 |
|      | DEF  | Catalunya       | Josep Santos Pastor (Santos)               | juvenil            | 1996-1997 |
|      | DEF  | Navarra         | José Antonio Oronoz Bidegain (Oronoz)      | Real Unión         | 1997-1998 |
|      | DEF  | Castella i Lleó | Luis Roberto García Toral (Roberto)        | CP Almería         | 1998-1999 |
|      | DEF  | Navarra         | Mikel Costanilla Velasco (Costanilla)      | CA Osasuna B       | 1998-1999 |
|      | DEF  | País Basc       | Gorka Guarrotxena Menarguez (Gorka)        | SD Eibar           | 1998-1999 |
|      | DEF  | Catalunya       | Jordi Freixa Hernández (Freixa)            | UE Olot            | 1998-1999 |
|      | MIG  | Catalunya       | Àngel Cortada Borràs (Cortada)             | Vilobí CF          | 1993-1994 |
|      | MIG  | Navarra         | Marcos Vallejo Gil (Vallejo)               | Real Unión         | 1996-1997 |
|      | MIG  | Catalunya       | Jordi Vinyals Martori (Vinyals)            | Terrassa FC        | 1997-1998 |
|      | MIG  | Catalunya       | Pere Belmonte Rincón (Piti)                | CE Sabadell FC     | 1998-1999 |
|      | DAV  | Catalunya       | Juli Sunyer Serrat (Juli)                  | AD Guíxols         | 1995-1996 |
|      | DAV  | Cantàbria       | José Luis Peña Revilla (Peña)              | Barakaldo CF       | 1996-1997 |
|      | DAV  | Catalunya       | José Ramírez Martín (Ramírez)              | CD Banyoles        | 1998-1999 |
|      | DAV  | Catalunya       | Francesc Xavier Garcia Pimienta (Pimienta) | FC Barcelona B     | 1998-1999 |
|      | DAV  | Astúries        | Francisco Javier Prendes Arango (Prendes)  | Racing de Ferrol   | 1998-1999 |

Llegenda:  ·   Capità  ·   Juvenil  ·   Lesionat  ·   Altes  ·   Passaport europeu  ·   Extracomunitari  ·   Extracomunitari sense restricció
Altres jugadors utilitzats a la temporada: Joel Colomer Casamitjana (FE Figueres), Jordi Masquef Creus (FE Figueres), Antonio Zaragoza Cortés Cata (FE Figueres), José Hernández Díaz (FE Figueres), Sebastián Pérez Tinto (FE Figueres)
| Baixes                      | Destinació   |
| Pere Molist Monclús         | CE Júpiter   |
| Raül Agné Montull           | CE Binèfar   |
| Nan Ribera Masó             | RCD Espanyol |
| Jordi Condom Aulí           | Palamós CF   |
| Justo Ruiz González         | FC Andorra   |
| Ángel Francisco Dolz Julián | UDA Gramenet |
| Daniel Sarabia Ricart       | CD Banyoles  |
| Jon Bengoetxea Perurena     | SD Beasain   |
| Francesc Kiko Prats Viñas   | Girona FC    |

## Resultats
| Amistosos |

| 2 agost 1998 | CE Agullana | 0 – 5         | UE Figueres                                    | Agullana                                    |  |
|              |             | El Punt Diari | 20' 29' Piti · 70' 89' (p.) Prendes · 85' Peña | Camp de futbol municipal · Sánchez Castro · |  |

| 5 agost 1998 | UE Figueres | 1 – 0         | Sporting de Gijón | Figueres                                                           |  |
|              | Juli 52'    | El Punt Diari |                   | Municipal de Vilatenim · 700 espectadors · Salvador Elías Fajula · |  |

| 9 agost 1998 | UE Figueres            | 2 – 2         | FC Barcelona B           | Figueres                                                            |  |
|              | Juli 25' · Prendes 88' | El Punt Diari | 13' Luis · 16' Caballero | Municipal de Vilatenim · 1.000 espectadors · Miquel Noguer Planas · |  |

| 12 agost 1998                       | Girona FC | 0 – 5         | UE Figueres                                             | Banyoles                                             |  |
| XXX Torneig de l'Estany - Semifinal |           | El Punt Diari | 4' Prendes · 42' Vinyals · 75' 87' Roberto · 82' Oronoz | Nou Municipal de Banyoles · 500 espectadors · Grau · |  |

| 14 agost 1998                   | CE Banyoles | 1 – 3         | UE Figueres                             | Banyoles                                                  |  |
| XXX Torneig de l'Estany - Final | Serra 10'   | El Punt Diari | 21' Vallejo · 43' Prendes · 90' Ramírez | Nou Municipal de Banyoles · 500 espectadors · Sens Jané · |  |

| 19 agost 1998 | UE Vilassar de Mar     | 2 – 4         | UE Figueres                           | Vilassar de Mar                                                     |  |
|               | Eladio 11' · Mario 64' | El Punt Diari | 35' 43' Ramírez · 57' Cata · 66' Piti | Estadi Municipal Xevi Ramon · 200 espectadors · Álvarez Izquierdo · |  |

| Copa Catalunya |

| 24 maig 1998                                | CE Banyoles | 0 – 1         | UE Figueres | Vilobí d'Onyar                                 |  |
| [Partit de 45 minuts] 1a ronda (triangular) |             | El Punt Diari | 8' Santos   | Camp de futbol municipal · Ezquerdo Montagut · |  |

| 24 maig 1998                                | Vilobí CF | 1 – 5         | UE Figueres                           | Vilobí d'Onyar                            |  |
| [Partit de 45 minuts] 1a ronda (triangular) | Iñaki 44' | El Punt Diari | 3' Prats · 12' 35' 45' Juli · 32' Nan | Camp de futbol municipal · Agustí Soler · |  |

| 31 maig 1998                                | FC Vilafranca | 0 – 0 (pp.)     | UE Figueres | Barcelona                     |  |
| [Partit de 45 minuts] 2a ronda (triangular) |               | El Punt Diari   |             | Nou Sardenya · Agustí Soler · |  |
|                                             |               | Tanda de penals |             |                               |  |
|                                             |               | 4 – 5           |             |                               |  |

| 31 maig 1998                                | CE Europa | 0 – 3         | UE Figueres            | Barcelona                      |  |
| [Partit de 45 minuts] 2a ronda (triangular) |           | El Punt Diari | 23' 35' Dolz · 38' Nan | Nou Sardenya · García Andreu · |  |

| 16 agost 1998 | Palamós CF | 1 – 4         | UE Figueres                                    | Palamós                                        |  |
| 4a ronda      | Lay 62'    | El Punt Diari | 1' Prendes · 35' Peña · 66' Cortada · 93' Piti | Nou Estadi de Palamós · Miquel Noguer Planas · |  |

| 22 agost 1998                                        | CE Mataró                                            | 1 – 1 (pp.)     | UE Figueres                                              | Mataró                                                   |                                                          |
| 5a ronda                                             | Monti 69'                                            | El Punt Diari   | 50' Costanilla                                           | Camp Municipal Carles Padrós · Salvador Martínez ·       |                                                          |
|                                                      |                                                      | Tanda de penals |                                                          |                                                          |                                                          |
| Fran · Santos · José · Marcial · José Manuel · Sergi | Fran · Santos · José · Marcial · José Manuel · Sergi | 4 – 5           | Costanilla · Garagarza · Salas · Peña · Ramírez · Oronoz | Costanilla · Garagarza · Salas · Peña · Ramírez · Oronoz | Costanilla · Garagarza · Salas · Peña · Ramírez · Oronoz |

| 25 març 1999 | UE Figueres | 1 – 2                        | RCD Espanyol           | Figueres                                                            |  |
| Semifinals   | Juli 51'    | Mundo Deportivo El Punt Avui | 54' Eto'o · 72' Sergio | Municipal de Vilatenim · 1.500 espectadors · Antoni Llonch Andreu · |  |

| Segona Divisió B-Grup 3 |

| 29 agost 1998 | UE Figueres             | 2 – 0           | CF Gavà | Figueres                                          |  |
| Jornada 1     | Prendes 16' · Arnau 53' | Mundo Deportivo |         | Municipal de Vilatenim · Abilio García Carreras · |  |

| 6 setembre 1998 | València CF B | 1 – 1           | UE Figueres | Paterna                                                   |  |
| Jornada 2       | Pepín 1'      | Mundo Deportivo | 55' Arnau   | Ciutat Esportiva de Paterna · Santiago José Gómez Gómez · |  |

| 13 setembre 1998 | UE Figueres | 0 – 1           | Llevant UE  | Figueres                                              |  |
| Jornada 3        |             | Mundo Deportivo | 83' Garrido | Municipal de Vilatenim · Jesús José Granel Martínez · |  |

| 20 setembre 1998 | RCD Espanyol B                | 0 – 0           | UE Figueres | Barcelona                                           |  |
| Jornada 4        | Diego 41' · De Lucas 65' (p.) | Mundo Deportivo |             | Camp del Parc del Migdia · Ángel Rodado Rodríguez · |  |

| 27 setembre 1998 | UE Figueres                           | 3 – 1           | CF Gandia    | Figueres                                               |  |
| Jornada 5        | Peña 10' · Pimienta 77' · Prendes 88' | Mundo Deportivo | 67' Castillo | Municipal de Vilatenim · Luis Miguel Martínez Terrén · |  |

| 3 octubre 1998 | Palamós CF  | 1 – 2           | UE Figueres              | Palamós                                           |  |
| Jornada 6      | Vílchez 22' | Mundo Deportivo | 71' Oronoz · 73' Ramírez | Nou Estadi de Palamós · Eduardo Pérez Izquierdo · |  |

| 11 octubre 1998 | UE Figueres | 0 – 0           | UDA Gramenet | Figueres                                        |  |
| Jornada 7       |             | Mundo Deportivo |              | Municipal de Vilatenim · César Bosqued Lafita · |  |

| 18 octubre 1998 | FC Cartagena                 | 3 – 1           | UE Figueres | Cartagena                                           |  |
| Jornada 8       | Alberto 40' 69' · Manolo 49' | Mundo Deportivo | 3' Roberto  | Estadi Cartagonova · Ignacio Joaquín García Mollá · |  |

| 25 octubre 1998 | UE Figueres            | 2 – 1           | Real Murcia CF | Figueres                                                    |  |
| Jornada 9       | Arnau 7' · Prendes 40' | Mundo Deportivo | 45' Cuxart     | Municipal de Vilatenim · Francisco Javier Pardo del Burgo · |  |

| 1 novembre 1998 | Benidorm CF | 0 – 1           | UE Figueres | Benidorm                                                   |  |
| Jornada 10      |             | Mundo Deportivo | 81' Arnau   | Estadi Municipal de Foietes · Antonio Cerezuela Caravaca · |  |

| 7 novembre 1998 | CE L'Hospitalet            | 2 – 1           | UE Figueres | L'Hospitalet de Llobregat                      |  |
| Jornada 11      | Peri 65' (p.) · Martín 94' | Mundo Deportivo | 85' Santos  | Camp de futbol municipal · Carlos Clos Gómez · |  |

| 15 novembre 1998 | UE Figueres   | 1 – 1           | CE Castelló    | Figueres                                          |  |
| Jornada 12       | Piti 94' (p.) | Mundo Deportivo | 66' Castillejo | Municipal de Vilatenim · Juan Armenta Fernández · |  |

| 22 novembre 1998 | Elx CF                                 | 3 – 1           | UE Figueres | Elx                                             |  |
| Jornada 13       | Huegun 72' · Nino 80' · Borreguero 92' | Mundo Deportivo | 54' Peña    | Estadi Martínez Valero · Javier Lozano Segado · |  |

| 29 novembre 1998 | UE Figueres | 1 – 1           | CE Sabadell FC  | Figueres                                             |  |
| Jornada 14       | Vinyals 76' | Mundo Deportivo | 74' (p.) Samper | Municipal de Vilatenim · José Luis Renales Galindo · |  |

| 6 desembre 1998 | Nàstic de Tarragona | 2 – 1           | UE Figueres | Tarragona                                         |  |
| Jornada 15      | Fran 70' · Mesa 89' | Mundo Deportivo | 78' Prendes | Nou Estadi de Tarragona · Xavier Alzina Carreró · |  |

| 12 desembre 1998 | UE Figueres | 1 – 0           | Terrassa FC | Figueres                                               |  |
| Jornada 16       | Juli 51'    | Mundo Deportivo |             | Municipal de Vilatenim · Pedro Antonio Adrover Mulet · |  |

| 20 desembre 1998 | Águilas FC | 1 – 0           | UE Figueres | Águilas                                              |  |
| Jornada 17       | Puchol 67' | Mundo Deportivo |             | Estadi El Rubial · Francisco Manuel Arcas Piqueres · |  |

| 3 gener 1999 | UE Figueres         | 2 – 0           | Yeclano Deportivo | Figueres                                            |  |
| Jornada 18   | Peña 45' · Juli 61' | Mundo Deportivo |                   | Municipal de Vilatenim · Matías Puigserver Trobat · |  |

| 10 gener 1999 | Ontinyent CF | 0 – 0           | UE Figueres | Ontinyent                               |  |
| Jornada 19    |              | Mundo Deportivo |             | El Clariano · Manuel Castillo Estévez · |  |

| 16 gener 1999 | CF Gavà    | 1 – 6           | UE Figueres                                | Gavà                                                       |  |
| Jornada 20    | Johnny 49' | Mundo Deportivo | 9' Arnau · 29' 92' Juli · 33' 52' 60' Peña | Estadi Municipal la Bòbila · Bartolomé Juan Soberats Mas · |  |

| 24 gener 1999 | UE Figueres | 1 – 0           | València CF B | Figueres                                                 |  |
| Jornada 21    | Ramírez 55' | Mundo Deportivo |               | Municipal de Vilatenim · José Manuel Velasco Hernández · |  |

| 30 gener 1999 | Llevant UE             | 2 – 0           | UE Figueres | València                                             |  |
| Jornada 22    | Kiko 74' · Gibanel 87' | Mundo Deportivo |             | Estadi Ciutat de València · Antonio Jávega Jiménez · |  |

| 7 febrer 1999 | UE Figueres              | 2 – 1           | RCD Espanyol B | Figueres                                           |  |
| Jornada 23    | Prendes 1' · Roberto 44' | Mundo Deportivo | López 18'      | Municipal de Vilatenim · Sergio Dueñas Rodríguez · |  |

| 14 febrer 1999 | CF Gandia                     | 3 – 0           | UE Figueres | Gandia                                                 |  |
| Jornada 24     | Carpio 41' · Castillo 60' 68' | Mundo Deportivo |             | Estadi Guillermo Olagüe · Carolina Doménech Ceballos · |  |

| 21 febrer 1999 | UE Figueres   | 1 – 1           | Palamós CF | Figueres                                            |  |
| Jornada 25     | Piti 36' (p.) | Mundo Deportivo | 70' Rodri  | Municipal de Vilatenim · Carlos Gallardo Martínez · |  |

| 28 febrer 1999 | UDA Gramenet | 0 – 0           | UE Figueres | Santa Coloma de Gramenet                                          |  |
| Jornada 26     |              | Mundo Deportivo |             | Nou Camp Municipal de Santa Coloma · Jesús José Granel Martínez · |  |

| 7 març 1999 | UE Figueres | 1 – 1           | Cartagena FC | Figueres                                     |  |
| Jornada 27  | Salas 66'   | Mundo Deportivo | 82' Manolo   | Municipal de Vilatenim · Carlos Clos Gómez · |  |

| 14 març 1999 | Real Murcia CF                             | 3 – 2           | UE Figueres               | Ciutat de Múrcia                                        |  |
| Jornada 28   | Cuxart 31' · López 41' · Guerrero 50' (p.) | Mundo Deportivo | 72' Ramírez · 86' Vinyals | Estadi de La Condomina · Ignacio Joaquín García Mollá · |  |

| 21 març 1999 | UE Figueres | 0 – 2           | Benidorm CF              | Figueres                                            |  |
| Jornada 29   |             | Mundo Deportivo | 24' Juanjo · 55' Montava | Municipal de Vilatenim · José Amilburu Santamaría · |  |

| 28 març 1999 | UE Figueres | 0 – 1           | CE L'Hospitalet | Figueres                                               |  |
| Jornada 30   |             | Mundo Deportivo | 84' Espigulé    | Municipal de Vilatenim · Bartolomé Juan Soberats Mas · |  |

| 4 abril 1999 | CE Castelló    | 1 – 0           | UE Figueres | Castelló de la Plana                         |  |
| Jornada 31   | Castillejo 56' | Mundo Deportivo |             | Nou Castàlia · Pedro Antonio Adrover Mulet · |  |

| 11 abril 1999 | UE Figueres | 0 – 0           | Elx CF | Figueres                                          |  |
| Jornada 32    |             | Mundo Deportivo |        | Municipal de Vilatenim · Ángel Rodado Rodríguez · |  |

| 18 abril 1999 | CE Sabadell FC | 0 – 1           | UE Figueres | Sabadell                                    |  |
| Jornada 33    |                | Mundo Deportivo | 5' Peña     | Nova Creu Alta · Matías Puigserver Trobat · |  |

| 25 abril 1999 | UE Figueres                       | 3 – 1           | Nàstic de Tarragona | Figueres                                        |  |
| Jornada 34    | Juli 34' · Peña 41' · Roberto 64' | Mundo Deportivo | 62' Vega            | Municipal de Vilatenim · Rafael Gálvez Obrero · |  |

| 2 maig 1999 | Terrassa FC | 1 – 1           | UE Figueres | Terrassa                                             |  |
| Jornada 35  | Rico 45'    | Mundo Deportivo | 75' Arnau   | Estadi Olímpic de Terrassa · José María Gil García · |  |

| 9 maig 1999 | UE Figueres                                                | 4 – 1           | Águilas FC       | Figueres                                                    |  |
| Jornada 36  | Piti 45' (p.) · Vallejo 59' · Costanilla 80' · Prendes 90' | Mundo Deportivo | 42' (p.) Frigola | Municipal de Vilatenim · Francisco Javier de Diego Pagola · |  |

| 16 maig 1999 | Yeclano Deportivo | 1 – 0           | UE Figueres | Iecla                                              |  |
| Jornada 37   | Monsalvete 68'    | Mundo Deportivo |             | Estadi La Constitución · Carlos Velasco Carballo · |  |

| 23 maig 1999 | UE Figueres | 1 – 0           | Ontinyent CF | Figueres                                             |  |
| Jornada 38   | Prendes 47' | Mundo Deportivo |              | Municipal de Vilatenim · José María Perdomo Acosta · |  |

## Classificació
| Pos. | Equip               | J  | G  | E  | P  | GF | GC | DG  | pts. |
| --- | ------------------- | -- | -- | -- | -- | -- | -- | --- | ---- |
| 1r | Llevant UE          | 38 | 22 | 10 | 6  | 54 | 22 | +32 | 76   |
| 2n | Cartagena FC        | 38 | 20 | 11 | 7  | 54 | 29 | +25 | 71   |
| 3r | Elx CF              | 38 | 18 | 13 | 7  | 47 | 23 | +24 | 67   |
| 4t | Real Murcia CF      | 38 | 18 | 10 | 10 | 59 | 43 | +16 | 64   |
| 5è | Terrassa FC         | 38 | 15 | 15 | 8  | 54 | 39 | +15 | 60   |
| 6è | UDA Gramenet        | 38 | 15 | 13 | 10 | 42 | 33 | +9  | 58   |
| 7è | CE Sabadell FC      | 38 | 16 | 7  | 15 | 42 | 46 | -4  | 55   |
| 8è | UE Figueres         | 38 | 14 | 11 | 13 | 43 | 38 | +5  | 53   |
| 9è | CE Castelló         | 38 | 13 | 13 | 12 | 42 | 38 | +4  | 52   |
| 10è | València CF B       | 38 | 14 | 9  | 15 | 56 | 47 | +9  | 51   |
| 11è | CF Gandia           | 38 | 13 | 10 | 15 | 41 | 40 | +1  | 49   |
| 12è | CE L'Hospitalet     | 38 | 14 | 5  | 19 | 46 | 57 | -11 | 47   |
| 13è | Yeclano Deportivo   | 38 | 11 | 13 | 14 | 41 | 43 | -2  | 46   |
| 14è | Ontinyent CF        | 38 | 11 | 12 | 15 | 32 | 44 | -12 | 45   |
| 15è | Águilas FC          | 38 | 12 | 9  | 17 | 37 | 58 | -21 | 45   |
| 16è | Nàstic de Tarragona | 38 | 11 | 11 | 16 | 45 | 50 | -5  | 44   |
| 17è | RCD Espanyol B      | 38 | 12 | 7  | 19 | 41 | 55 | -14 | 43   |
| 18è | Benidorm CF         | 38 | 9  | 16 | 13 | 27 | 36 | -9  | 43   |
| 19è | Palamós CF          | 38 | 10 | 10 | 18 | 34 | 57 | -23 | 40   |
| 20è | CF Gavà             | 38 | 4  | 11 | 23 | 35 | 74 | -39 | 23   |
| En groc, els equips que disputaren la lligueta de promoció a Segona Divisió A, i en vermell, els que descendiren a Tercera Divisió. |                     |    |    |    |    |    |    |     |      |

## Estadístiques individuals
| Jugador                          | P. | T. | S. | M.   | G. | TG | TV |
| -------------------------------- | -- | -- | -- | ---- | -- | -- | -- |
| Esteve Moner Écija               | 38 | 38 | 0  | 3420 | 0  | 1  | 0  |
| Francesc Estañol Torrent         | 0  | 0  | 0  | 0    | 0  | 0  | 0  |
| Luis Roberto García Toral        | 37 | 32 | 5  | 2884 | 3  | 4  | 0  |
| Mikel Costanilla Velasco         | 33 | 31 | 2  | 2758 | 1  | 8  | 0  |
| Miguel Ángel Salas Bestard       | 32 | 32 | 0  | 2831 | 1  | 13 | 1  |
| Gorka Garagarza Fernández        | 28 | 23 | 5  | 2033 | 0  | 7  | 1  |
| Arnau Sala Descals               | 32 | 32 | 0  | 2798 | 6  | 15 | 0  |
| José Antonio Oronoz Bidegain     | 30 | 21 | 9  | 1852 | 1  | 6  | 0  |
| Jordi Freixa Hernández           | 27 | 20 | 7  | 1774 | 0  | 4  | 0  |
| Joan Sagué Turón                 | 14 | 9  | 5  | 873  | 0  | 2  | 0  |
| Josep Santos Pastor              | 14 | 5  | 9  | 524  | 1  | 2  | 0  |
| Gorka Guarrotxena Menarguez      | 9  | 7  | 2  | 619  | 0  | 5  | 0  |
| Pedro Piti Belmonte Rincón       | 32 | 31 | 1  | 2700 | 3  | 13 | 2  |
| Àngel Cortada Borràs             | 31 | 23 | 8  | 2067 | 0  | 6  | 1  |
| Marcos Vallejo Gil               | 18 | 17 | 1  | 1492 | 1  | 9  | 1  |
| Jordi Vinyals Martori            | 20 | 15 | 5  | 1294 | 2  | 3  | 0  |
| José Luis Peña Revilla           | 35 | 29 | 6  | 2568 | 8  | 3  | 0  |
| Francisco Javier Prendes Arango  | 35 | 25 | 10 | 2295 | 7  | 4  | 0  |
| Juli Sunyer Serrat               | 22 | 18 | 4  | 1525 | 5  | 2  | 1  |
| José Ramírez Martín              | 21 | 6  | 15 | 792  | 3  | 2  | 0  |
| Francisco Javier García Pimienta | 9  | 4  | 5  | 357  | 1  | 0  | 0  |